# فرودگاه مالاکوتا
فرودگاه مالاکوتا (به انگلیسی: Mallacoota Airport) یک فرودگاه همگانی با کد یاتا XMC است . این فرودگاه در کشور تایلند قرار دارد و در ارتفاع ۳۱ متری از سطح دریا واقع شده است.